# Villemandeur
Villemandeur är en kommun i departementet Loiret i regionen Centre-Val de Loire strax norr Frankrikes mitt. Kommunen ligger i kantonen Amilly som tillhör arrondissementet Montargis. År 2022 hade Villemandeur 6 931 invånare.

## Befolkningsutveckling
Antalet invånare i kommunen Villemandeur
| Referens: INSEE |